# 婆罗门

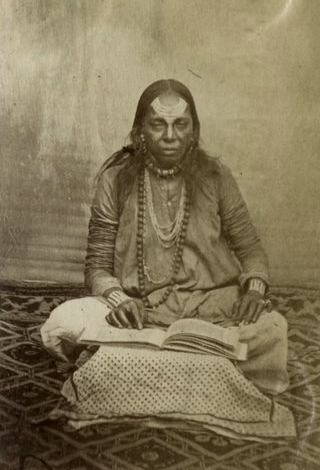
英属印度时代，婆罗门人

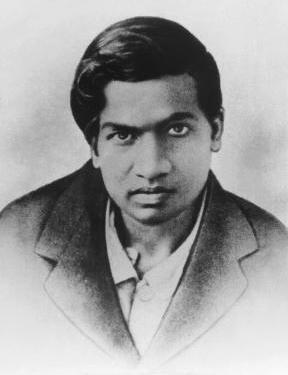
斯里尼瓦瑟·拉马努金，出身婆罗门家庭的数学家

婆罗门（羅馬化：brāhmaṇa）是印度教种姓制度的祭司，属于瓦爾那之一，它主要掌握神权和占卜祸福、垄断文化教育、报道农时季节、主持王室儀典，在社会中地位是最高的。
古印度社会洋溢着浓郁的宗教气氛，后到英属印度，祭司被人们仰视如神，称为婆罗门。祈祷的咒语具有咒力，咒力增大可以使善人得福，恶人受罚，因此执行祈祷的祭官被称为“婆罗门”。印歐人相信，藉着苦修、祭祀奉献，这一生就可以得到神的保佑和赐福：婆罗门由于掌握神和人的沟通管道，所以占据了社会上最崇高的地位。
婆罗门由于职责和地位的特殊可享有许多特权。他们可以免交各种税，因为人们认为，婆罗门已经以自己的虔诚行为偿清了这种债务，他们不得被处以死刑或任何类型的肉刑，因为婆罗门是神圣不可侵犯的。向婆罗门赠送礼物的人则得到祝福，他们将在今生或者来世，获得一定的善報。最受欢迎的礼物是土地，它可以“解除赠送者的一切罪孽”。因此婆罗门占有大量地产，常常是整座村莊。
婆羅門多数为素食者，但阿薩姆婆羅門有許多非素食的食物，其中大多是魚、雞、鴿、羊肉和鴨蛋（多数是祭神後的牲礼）。其他的婆羅門吃魚。
除了祭司外，他們也擔任宮廷文士、科學家（星象家、數學家）、教師和公務員。在1950年代以前，婆羅門在政府某些職位領域佔75％。佩戴的繩子質地又區分如婆羅門棉繩。
因為他們提供的食物各種姓也可食用，因此一些婆羅門以廚師為業。